# Cryphia brunnea
Cryphia brunnea är en fjärilsart som beskrevs av Porritt 1923. Cryphia brunnea ingår i släktet Cryphia och familjen nattflyn. Inga underarter finns listade i Catalogue of Life.